# Protopina
La protopina es un alcaloide bencilisoquinolínico encontrado en la amapola, en Eschscholzia californica , Fumaria officinalis, bulbos de Corydalis y especies del género Macleaya y Bocconia. Se ha descubierto que inhibe al receptor H1 de histamina. y la agregación de plaquetas. También actúa como analgésico.